# Jillian Rose Reed
Jillian Rose Reed é uma atriz, conhecida por Awkward. (2011), encontrando Alice (2014) e Confissões de um Womanizer (2014).

## Vida Pessoal
Jillian Rose Reed nasceu em Hollywood, Flórida e cresceu em Coral Springs, Flórida.Ela tem dois irmãos, um irmão mais velho Matt e seu irmão mais novo é o ator Robbie Tucker.

## Carreira
De 2008 a 2009, Reed interpretou Simone no escuro série de Humor, comédia-drama Weeds.
Desde 2011, a Reed interpretou Tamara Kaplan na série original MTV Awkward O papel lhe valeu o Young Artist Award indicado para Melhor Performance em Série de TV -.. Em 2012, ela estrelou na TV filmar  My Super Psycho Sweet 16: Part 3 como Sienna
Ela interpretou Megan em 2014 Confessions filme de um Womanizer com Andrew Lawrence e Gary Busey.
Reed também apareceu em um episódio de 2014 Jessie intitulado "agindo com a Frenemy", onde ela interpretou Abbey. Ela também estrelou em dois episódios de Yahoo Ghirls série fantasma de Jack Black.

## Filmografia

### Cinema e Televisão
| Ano       | Título                                            | Personagem        |
| --------- | ------------------------------------------------- | ----------------- |
| 2008      | Zoey 101                                          | Garota 3          |
| 2009      | Hung                                              | Tracie            |
| 2008-2009 | Weeds                                             | Simone            |
| 2010      | L.A. Vampire                                      | Jailbait Vampire  |
| 2010      | Community                                         | Kelly Cortlandt   |
| 2010      | Uma Família Perdida no Meio do Nada               | Shannon           |
| 2011      | Par de Reis                                       | Tessa             |
| 2012      | My Super Psycho Sweet 16: Part 3                  | Sienna            |
| 2013      | Supah Ninjas                                      | Gina / Wallflower |
| 2013      | Ghost Ghirls                                      | Lizzie            |
| 2013      | A Era dos Dinossauros                             | Jade Jacobs       |
| 2014      | Confessions of a Womanizer                        | Megan             |
| 2014      | Del Weston on Film                                | Ela Mesma         |
| 2014      | Jessie                                            | Abbey             |
| 2014      | Awkward. Webisodes                                | Tamara            |
| 2014      | Finding Alice                                     | Alice (voz)       |
| 2015      | Jillian Rose Reed Takes the #KylieJennerChallenge |                   |
| 2016      | Elena of Avalor                                   |                   |
| 2016      | Whats So Scary About Common Core?                 |                   |
| 2016      | Noches Con Platanito                              |                   |
| 2011-2016 | Awkward.                                          |                   |
| 2016      | Sharon 1.2.3.                                     | Linda             |

## Prêmios e indicações
| Ano | prêmio | Categoria | obra proposta | Resultados | 2012 | Young Artist Award | Melhor Performance em Série de TV - Atriz Jovem | Awkward | Indicado |